# Fear of the Dark Tour
Il Fear of the Dark Tour, tour di presentazione dell'album Fear of the Dark del gruppo musicale heavy metal Iron Maiden, iniziò nel giugno 1992 e finì nel novembre dello stesso anno. Fu uno dei tour di maggior successo della band, durante il quale partecipò come headliner al festival Monsters of Rock a Castle Donington. Tale esibizione costituisce l'album live Live at Donington. Sempre in quel concerto, suonò anche Adrian Smith, che aveva momentaneamente lasciato gli Iron Maiden. In seguito al tour venne pubblicato A Real Live One, che contiene varie registrazioni.

## Band di supporto
- The Almighty
- Kiss
- Skid Row
- Thunder
- Slayer
- Dream Theater
- Corrosion of Conformity
- W.A.S.P.
- Helloween
- Testament
- The Nod
- Pantera
- Warrant

## Date e tappe

### Regno Unito (giugno 1992)
| Data       | Città                | Luogo                          |
| ---------- | -------------------- | ------------------------------ |
| 03/06/1992 | Norwich, Inghilterra | The Oval P.H. (Secret Concert) |

### Europa (giugno 1992)
| Data       | Città              | Luogo          |
| ---------- | ------------------ | -------------- |
| 05/06/1992 | Reykjavík, Islanda | Laugardalshöll |

### Nord America (giugno 1992 - luglio 1992)
| Data       | Città                                           | Luogo                               |
| ---------- | ----------------------------------------------- | ----------------------------------- |
| 08/06/1992 | New York Stati Uniti d'America                  | The Ritz                            |
| 11/06/1992 | Rochester, New York, Stati Uniti d'America      | War Memorial                        |
| 13/06/1992 | Québec, Canada                                  | Coliseum                            |
| 14/06/1992 | Ottawa, Canada                                  | Ottawa Coliseum                     |
| 16/06/1992 | Montréal, Canada                                | Montreal Forum                      |
| 17/06/1992 | Toronto, Canada                                 | CNE Coliseum                        |
| 19/06/1992 | Cuyahoga Falls, Ohio, Stati Uniti d'America     | Blossom Music Center                |
| 20/06/1992 | Clarkston, Michigan, Stati Uniti d'America      | Pine Knob                           |
| 21/06/1992 | Tinley Park, Illinois, Stati Uniti d'America    | The World                           |
| 22/06/1992 | East Troy, Wisconsin, Stati Uniti d'America     | Alpine Valley Music Theatre         |
| 25/06/1992 | Saint Paul, Minnesota, Stati Uniti d'America    | Forum                               |
| 27/06/1992 | Morrison, Colorado, Stati Uniti d'America       | Red Rocks Amphitheatre              |
| 28/06/1992 | Salt Lake City, Utah, Stati Uniti d'America     | Salt Palace                         |
| 30/06/1992 | Sacramento, California, Stati Uniti d'America   | California Expositions Amphitheater |
| 01/07/1992 | Daly City, California, Stati Uniti d'America    | Cow Palace                          |
| 02/07/1992 | Laguna Hills, California, Stati Uniti d'America | Irvine Meadows Amphitheatre         |
| 05/07/1992 | Phoenix, Arizona, Stati Uniti d'America         | Compton Terrace                     |
| 07/07/1992 | San Antonio, Texas, Stati Uniti d'America       | Freeman Coliseum                    |
| 08/07/1992 | Dallas, Texas, Stati Uniti d'America            | Starplex Amphitheatre               |
| 09/07/1992 | Kansas City, Stati Uniti d'America              | Sandstone Amphitheater              |
| 11/07/1992 | Atlanta (Georgia), Stati Uniti d'America        | Lakewood Amphitheater               |
| 14/07/1992 | Saint Louis (Missouri), Stati Uniti d'America   | Riverport Amphitheater              |
| 15/07/1992 | Nashville (Tennessee), Stati Uniti d'America    | Starwood Amphitheatre               |
| 17/07/1992 | Sunrise (Florida), Stati Uniti d'America        | Sunrise Musical Theater             |

### Sud America (luglio 1992 - agosto 1992)
| Data       | Città                   | Luogo                     |
| ---------- | ----------------------- | ------------------------- |
| 23/07/1992 | Santiago, Cile          | Estación Mapocho          |
| 25/07/1992 | Buenos Aires, Argentina | Ferrocarril Oeste Stadium |
| 28/07/1992 | Montevideo, Uruguay     | General Artigas Station   |
| 31/07/1992 | Rio de Janeiro, Brasile | Ginásio do Maracanãzinho  |
| 01/08/1992 | San Paolo, Brasile      | Palmeiras Stadium         |
| 04/08/1992 | Porto Alegre, Brasile   | Gigantinho                |

### Europa (agosto 1992 - settembre 1992)
| Data       | Città                             | Luogo                         |
| ---------- | --------------------------------- | ----------------------------- |
| 15/08/1992 | Mannheim, Germania                | Maimarkt-Gelände              |
| 17/08/1992 | Bruxelles, Belgio                 | Forest National               |
| 22/08/1992 | Castle Donington, Inghilterra     | Monsters of Rock              |
| 25/08/1992 | Copenaghen, Danimarca             | Valby Hallen                  |
| 27/08/1992 | Helsinki, Finlandia               | Icehall                       |
| 29/08/1992 | Stoccolma, Svezia                 | Globe Arena                   |
| 31/08/1992 | Oslo, Norvegia                    | Oslo Spektrum                 |
| 02/09/1992 | 's-Hertogenbosch, Paesi Bassi     | Brabanthal                    |
| 04/09/1992 | Losanna, Svizzera                 | Patinoire de Malley           |
| 05/09/1992 | Parigi, Francia                   | Parc de la Villette           |
| 07/09/1992 | Mulhouse, Francia                 | Palais des Sports             |
| 08/09/1992 | Annecy, Francia                   | Parc des Expositions          |
| 10/09/1992 | Béziers, Francia                  | Les Arènes                    |
| 12/09/1992 | Reggio Emilia, Italia             | Arena Festa Dell'Unita        |
| 14/09/1992 | Barcellona, Spagna                | Monumental Bullring           |
| 15/09/1992 | San Sebastián, Spagna             | Velodrome (Posticipata al 17) |
| 17/09/1992 | San Sebastián, Spagna             | Velodrome                     |
| 18/09/1992 | Madrid, Spagna                    | Las Ventas                    |
| 19/09/1992 | Saragozza, Spagna\|Plaza de toros |                               |

### Centro America (settembre 1992 - ottobre 1992)
| Data       | Città                      | Luogo                       |
| ---------- | -------------------------- | --------------------------- |
| 26/09/1992 | San Juan, Porto Rico       | Juan Ramón Loubriel Stadium |
| 01/10/1992 | Città del Messico, Messico | Palacio de los Deportes     |
| 02/10/1992 | Città del Messico, Messico | Palacio de los Deportes     |
| 04/10/1992 | Guadalajara, Messico       | Estadio Jalisco             |
| 09/10/1992 | Caracas, Venezuela         | Poliedro                    |
| 10/10/1992 | Caracas, Venezuela         | Poliedro                    |

### Oceania (ottobre 1992)
| Data       | Città                   | Luogo                 |
| ---------- | ----------------------- | --------------------- |
| 20/10/1992 | Auckland, Nuova Zelanda | Logan Campbell Centre |
| 22/10/1992 | Melbourne, Australia    | Festival Hall         |
| 23/10/1992 | Sydney, Australia       | Hordern Pavilion      |

### Giappone (ottobre 1992 - novembre 1992)
| Data       | Città               | Luogo                       |
| ---------- | ------------------- | --------------------------- |
| 26/10/1992 | Nagoya, Giappone    | Nagoya Rainbow Hall         |
| 28/10/1992 | Fukuoka, Giappone   | Kosei Nenkin Hall           |
| 30/10/1992 | Hiroshima, Giappone | Kosei Nenkin Hall           |
| 01/11/1992 | Osaka, Giappone     | Archaic Hall                |
| 02/11/1992 | Osaka, Giappone     | Festival Hall               |
| 03/11/1992 | Yokohama, Giappone  | Yokohama Cultural Gymnasium |
| 04/11/1992 | Tokyo, Giappone     | Yoyogi National Gymnasium   |

## Tipica scaletta
- Be Quick Or Be Dead
- The Number Of The Beast
- Wrathchild
- From Here To Eternity
- Can I Play With Madness
- Wasting Love
- Tailgunner
- The Evil That Men Do
- Afraid To Shoot Strangers
- Fear Of The Dark
- Bring Your Daughter... ...To The Slaughter
- The Clairvoyant
- Heaven Can Wait
- Run To The Hills
- 2 Minutes To Midnight
- Iron Maiden
- Hallowed Be Thy Name
- The Trooper
- Sanctuary
- Running Free

Canzoni suonate occasionalmente:
- Die With Your Boots On

## Formazione
Gruppo
- Bruce Dickinson – voce
- Dave Murray – chitarra
- Janick Gers – chitarra
- Steve Harris – basso, cori
- Nicko McBrain – batteria

Altri musicisti
- Michael Kenney – tastiera